# Altes Fort (Grootfontein)
Das Alte Fort in Grootfontein im Norden Namibias ist ein Fort der damaligen Schutztruppe für Deutsch-Südwestafrika. Es wurde von 25 Mann der Truppe 1896 errichtet.
Am 21. März 1975 wurde das Fort in die Liste der Nationalen Denkmäler in Namibia aufgenommen. Das Gebäude wird (Stand Juni 2025) als privat geführtes Stadtmuseum Grootfontein Museum (bis etwa 2024 Altes Fort Museum) genutzt. Ausgestellt werden Gegenstände aus der deutschen Kolonialzeit sowie eine der größten Mineraliensammlungen des Landes.